# Solarino

Ubicació de Solarino dins de la província

Solarino (sicilià San Pàulu) és un municipi italià, situat a la regió de Sicília i a la província de Siracusa. L'any 2006 tenia 7.365 habitants. Limita amb els municipis de Floridia, Palazzolo Acreide, Priolo Gargallo, Siracusa i Sortino.

## Administració
| Període | Identitat         | Partit |
| ------- | ----------------- | ------ |
| 2007-   | Pietro Mangiafico | CdL    |

## Galeria d'imatges

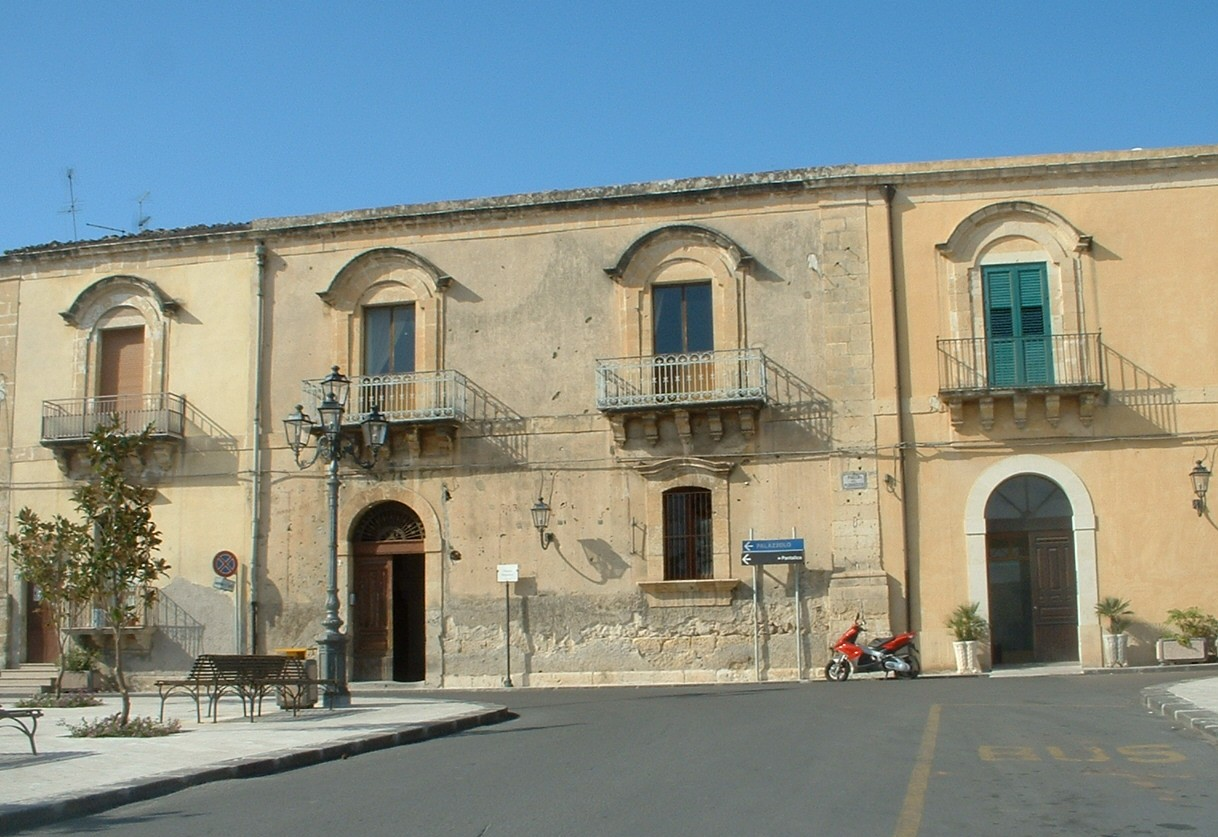
Palau de Requesens
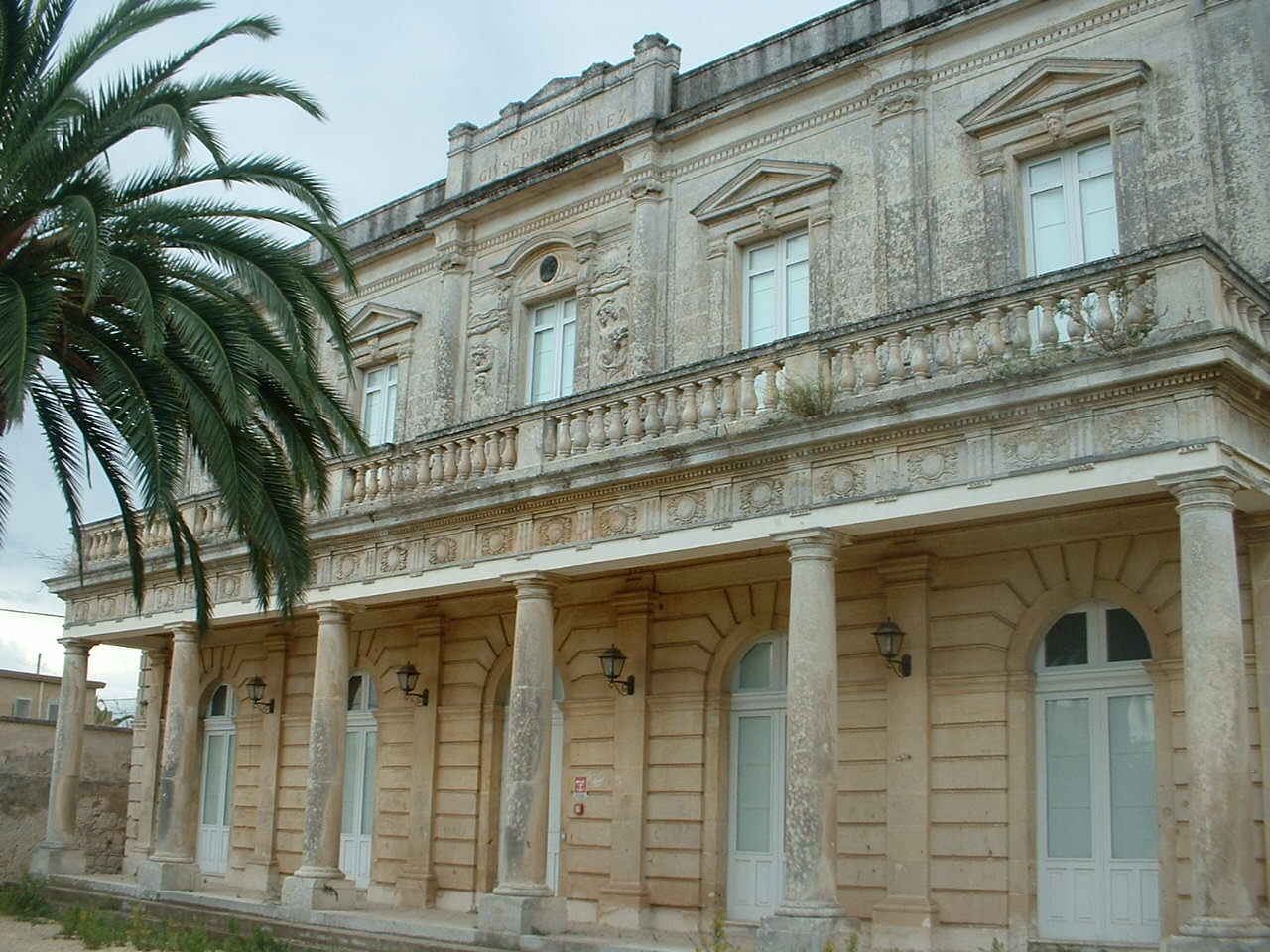
L'Hospital Vasquez
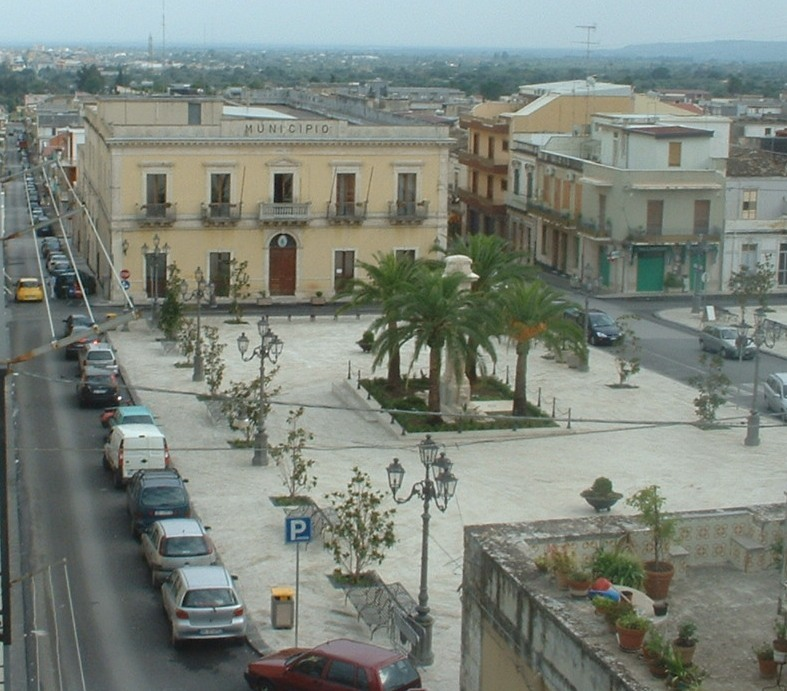
Piazza Plebiscito